# 邦戛坡中央大伯公廟
邦戛坡中央大伯公廟（印尼語：Vihara Tri Dharma Bumi Raya Pemangkat），是位於印度尼西亞西加里曼丹省三發縣邦戛的福德祠，坐落於象山腳下，主祀福德正神。為西加里曼丹省最古老的廟宇之一，該廟有兩層樓，上樓奉祀福德正神、而下樓奉祀釋迦牟尼佛。邦戛坡中央大伯公廟附近有坐落山坡上的邦戛天后宮。

## 奉祀神祇

### 上樓
- 正殿：奉祀福德正神
- 左配殿：奉祀財神

### 下樓
- 正殿：奉祀釋迦牟尼佛

- 左側：虎爺殿